# Šilutės baldai
Die AB Šilutės baldai (dt. 'Šilutė Möbel') ist einer der größten Möbelhersteller in  Litauen, ein Tochterunternehmen von SBA Furniture Group.
AB „Šilutės baldai“ produziert über 300 verschiedene Produkte für den einheimischen sowie Auslandsmarkt. Es gibt 840 Mitarbeiter. 2007 erzielte das Unternehmen den Umsatz von 30 Mio. Euro. Es hat seinen Sitz in der Rajongemeinde Šilutė.

## Geschichte
Das Unternehmen wurde 1890 gegründet. Die Inhaber waren deutschstämmig. Als sie zurück nach Deutschland gingen, nahmen sie auch einige Anlagen mit. Alles wurde danach wieder neu aufgebaut. Später wurden auch eine Windmühle und ein Sägewerk errichtet.
1945 wurden die ersten Möbel aus Holz hergestellt. 1958 wurde das erste Möbelproduktionswerk gebaut. Dort wurden die einfachen Küchenmöbel (einzelne Schränke und Hocker) hergestellt. Ab 1970 produzierte man Küchenmöbel-Set. Im Unternehmen arbeiteten früher  1.000 Mitarbeiter.